# Still Creek
Still Creek är ett vattendrag i Kanada.   Det ligger i provinsen British Columbia, i den södra delen av landet, 3 500 km väster om huvudstaden Ottawa. Still Creek ligger vid sjön Burnaby Lake.
Runt Still Creek är det i huvudsak tätbebyggt. Runt Still Creek är det tätbefolkat, med 442 invånare per kvadratkilometer.